# Complexul Energetic Oltenia
Societatea Complexului Energetic Oltenia S.A. (CEO) este o companie energetică din România, înființată în anul 2012 prin fuziunea Societății Naționale a Lignitului Oltenia (SNLO) cu complexele energetice Turceni, Rovinari și Craiova.
Compania este controlată de stat, prin Ministerul Economiei, care deține 77% din capital. Fondul Proprietatea are o participație de 21,5%.
Complexul Energetic Oltenia are 12 blocuri energetice, cu o putere instalată de 3.570 MW.
Număr de angajați în 2013: 19.000